# Сероцк
Сероцк (пољ. Serock) град је у Пољској у Војводству мазовском. По подацима из 2012. године број становника у месту је био 4089.

## Становништво
| 2012. |
| ----- |
| 4.089 |